# Horacio Beccar Varela
Horacio María del Corazón de Jesús Beccar Varela (Buenos Aires, 3 de diciembre de 1875 - San Isidro, 2 de junio de 1949) fue un abogado y político argentino, que ejerció el cargo de ministro de Agricultura y Ganadería de la dictadura de José Félix Uriburu.

## Biografía
Hijo de Cosme de la Asunción Beccar Mansilla y de María Encarnación Varela Cané, se doctoró en jurisprudencia en 1896, con una tesis llamada "Algunas consideraciones sobre nuestro derecho administrativo". Fue fiscal en los tribunales civiles de la provincia de Buenos Aires, director del Registro de la Propiedad Inmueble entre 1906 y 1908, inspector general de sociedades anónimas del Ministerio de Justicia y, en 1925, director de la Caja Nacional de Conversión.
La oposición entre los democratacristianos y los posturas nacionalistas surgidas por imitación de lo ocurrido en Italia con Benito Mussolini que apoyaban la implantación de un corporativismo provocaron la división del Partido Popular (Unión Popular Católica Argentina) y su disolución. 
Fue entonces cuando los nacionalistas católicos apoyaron al semanario "La Nueva República", opositor al gobierno radical de Hipólito Yrigoyen que, en plena Gran Depresión mundial de 1929 fue muy criticado por una serie de intervenciones a provincias por decreto y asesinatos de opositores, entre ellos el del senador Lencinas, que produjeron el debilitamiento de la democracia y desencadenaron el golpe militar dirigido por el general José Félix Uriburu del 6 de septiembre de 1930 que el 10 de septiembre fue reconocido como presidente Provisional de la Nación por la Corte Suprema mediante la acordada que dio origen a la doctrina de los gobiernos de facto y que sería utilizada para legitimar a todos los demás golpes militares.
Apoyó el golpe de Estado de septiembre de 1930, por lo que el dictador José Félix Uriburu lo nombró Ministro de Agricultura de la Nación. Durante su gestión modificó la política petrolera que había desarrollado el general Enrique Mosconi al frente de YPF: el proyecto de nacionalización completa del petróleo fue abandonado. Renunció en abril del año siguiente, como parte de la reorganización del gabinete tras la victoria electoral del radicalismo en las elecciones bonaerenses; las mismas fueron anuladas, pero el gobierno viró desde un nacionalismo cercano al corporativismo hacia una derecha liberal y conservadora.
Fue abogado de empresas privadas, y formó parte del grupo fundador del Colegio de Abogados de Buenos Aires y del Museo Social Argentino. 
Fue presidente de la Unión Popular Católica Argentina.
Fue presidente del Concejo Deliberante de San Isidro en 1919, y continuó ejerciendo como concejal hasta 1926.
Falleció en su domicilio, la "Quinta de los Ombúes" en San Isidro el 2 de junio de 1949. Estaba casado con María Cristina Castro Videla, con quien había tenido doce hijos. En su testamento estipuló el traspaso de la Quinta de los Ombúes a la Municipalidad de San Isidro, donación que se hizo efectiva el 10 de septiembre de 2005. Desde entonces, funciona en el predio el Museo, Biblioteca y Archivo Histórico Municipal "Dr. Horacio Beccar Varela", el cual estaba antes ubicado en la casa de Fernando Alfaro. La Quinta se ubicada en la calle Beccar Varela 774. Posee un estilo arquitectónico árabe, mezclado con influencias coloniales."
|                 |
| Patio exterior. |

|                 |
| Patio interior. |

|                   |
| Galería exterior. |